# To the Sea
To the Sea é o quinto álbum de estúdio do músico e compositor norte-americano Jack Johnson, que foi oficialmente lançado em 31 de maio de 2010 no Reino Unido e em 1 de junho de 2010 nos Estados Unidos. O CD estreou em primeiro lugar nas vendas nos EUA, vendendo 243 mil cópias na primeira semana.
O álbum foi produzido pela banda de Jack Johnson e por Robert Carranza.

## Gravação e bastidores
Em 19 de janeiro de 2010, Johnson e sua banda reportaram que estavam indo para o estúdio para começar a trabalhar em seu novo álbum, e em 1 de fevereiro eles anunciaram que o álbum seria lançado no começo de junho nos EUA e seria seguido por uma turnê mundial. O álbum foi gravado em apenas três semanas em dois estúdios abastecidos por energia solar, o The Mango Tree no Havaí e o Solar Powered Plastic Plant em Los Angeles. O CD foi lançado pela própria gravadora de Johnson, a Brushfire Records, com o primeiro single sendo a canção "You and Your Heart", que foi liberada nas rádios e no iTunes.
Johnson comentou sobre o título do álbum: "Acho que é uma referência a um pai levando seu filho até o mar, com a água representando o subconsciente. Então, é sobre tentar ir abaixo da superfície e tentar entender a si mesmo".

## Faixas
Todas as letras escritas por Jack Johnson. 
| CD  |                                      |         |  |
| N.º | Título                               | Duração |  |
| 1.  | "You and Your Heart"                 | 3:13    |  |
| 2.  | "To the Sea"                         | 3:30    |  |
| 3.  | "No Good with Faces"                 | 3:31    |  |
| 4.  | "At or With Me"                      | 3:58    |  |
| 5.  | "When I Look Up"                     | 0:58    |  |
| 6.  | "From the Clouds"                    | 3:05    |  |
| 7.  | "My Little Girl"                     | 2:21    |  |
| 8.  | "Turn Your Love"                     | 3:12    |  |
| 9.  | "The Upsetter"                       | 3:49    |  |
| 10. | "Red Wine, Mistakes, Mythology"      | 4:03    |  |
| 11. | "Pictures of People Taking Pictures" | 3:20    |  |
| 12. | "Anything but the Truth"             | 2:54    |  |
| 13. | "Only the Ocean"                     | 3:43    |  |

| Faixa bônus do iTunes |                   |         |  |
| N.º                   | Título            | Duração |  |
| 1.                    | "Better Together" | 4:15    |  |

| Faixa bônus japonesa |                                                   |         |  |
| N.º                  | Título                                            | Duração |  |
| 1.                   | "What You Thought You Need" (Ao vivo de Yokohama) | 4:17    |  |

## Paradas musicais
O álbum estreou como nº 1 no Reino unido e como nº 15 na Irlanda. To the Sea é o terceiro álbum de Johnson a debutar em 1º na Billboard 200, vendendo 243 mil cópias na primeira semana nos Estados Unidos de acordo com a Nielsen SoundScan. O CD quebrou uma sequência de oito semanas em que os álbuns que estrearam em primeiro lugar venderam menos de 200 mil cópias. No geral, "To The Sea" é o quinto álbum de Jack Johnson a entrar no Top 10 americano. O disco também estreou nas paradas de álbuns do Japão na oitava posição e depois foi para sétima posição nos mais vendidos na semana seguinte. Em 14 de julho de 2010, To The Sea foi certificado com disco de ouro pela RIAA com mais de 500 mil cópias vendidas em solo norte-americano. O álbum também recebeu a mesma certificação no Reino Unido, passando dos 100 mil exemplares vendidos naquele país.
| Paradas (2012)                  | Melhor posição |
| ------------------------------- | -------------- |
| Austrália Albums Chart          | 1              |
| Áustria Albums Chart            | 4              |
| Bélgica Albums Chart (Flanders) | 13             |
| Bélgica Albums Chart (Wallonia) | 11             |
| Canadá Albums Chart             | 1              |
| Dinamarca Albums Chart          | 9              |
| Países Baixos Albums Chart      | 8              |
| Europa Top 100 Albums           | 1              |
| Alemanha Albums Chart           | 4              |
| IrlandaAlbums Chart             | 15             |
| Japão Albums Chart              | 7              |
| Nova Zelândia Albums Chart      | 1              |
| Noruega Albums Chart            | 37             |
| Suécia Albums Chart             | 20             |
| Suíça Albums Chart              | 1              |
| UK Albums Chart                 | 1              |
| Billboard 200                   | 1              |

### Certificações e vendas
| Região                | Certificação | Vendas    |
| --------------------- | ------------ | --------- |
| Austrália (ARIA)      | Ouro         | 35 000 +  |
| Canadá (Music Canada) | Platina      | 80 000 +  |
| Nova Zelândia (RIANZ) | Ouro         | 7 500 +   |
| Reino Unido (BPI)     | Ouro         | 100 000 + |
| Estados Unidos (RIAA) | Ouro         | 500 000 + |

## Turnê
Johnson esteve em turnê na Austrália e na Europa para divulgar o novo álbum e depois partiu para uma série de shows nos Estados Unidos, começando no estado de Connecticut em 9 de julho e terminando em 14 de outubro no Santa Barbara Bowl. Foi anunciado que todos os lucros desta turnê deverão ser doados para a caridade. Então, ele retornou a Ásia e depois confirmou mais uma passagem pela Europa. Já no começo de 2011, Jack Johnson também anunciou que faria oito shows no Brasil (São Paulo, Belo Horizonte, Brasília, Fortaleza, Recife, Porto Alegre, Florianópolis e Rio de Janeiro), com a abertura dos shows feitas pelo amigo e cantor G. Love. Toda a renda das apresentações do cantor no Brasil foram doados à instituições de caridade.

## Pessoal
- Jack Johnson - Vocal, Guitarra
- Merlo Podlewski - Baixo
- Zach Gill - Teclado
- Adam Topol - Bateria